# ベントン郡 (オレゴン州)
ベントン郡（Benton County）は、アメリカ合衆国オレゴン州にある郡である。人口は9万5184人（2020年）。郡庁所在地はコーバリスである。

## 地理
アメリカ合衆国統計局によると、この郡は総面積1,759 km2 (679 mi2) である。このうち1,752 km2 (676 mi2) が陸地で6 km2 (3 mi2) が水面である。総面積の0.37%が水面となっている。

### 隣接する郡
- ポーク郡 - (北部)
- リンカーン郡 - (西部)
- リン郡 - (東部)
- レーン郡 - (南部)

## 人口動静
2000年の国勢調査で、この郡は人口78,153人、30,145世帯、及び18,237家族が暮らしている。人口密度は45/km² (116/mi²) である。18/km² (47/mi²) の平均的な密度に31,980軒の住宅が建っている。この郡の人種的な構成は白人89.16%、アフリカン・アメリカン0.84%、先住民0.79%、アジア4.49%、太平洋諸島系0.24%、その他の人種1.92%、及び混血2.56%である。この人口の4.66%はヒスパニックまたはラテン系である。
この郡内の住民は21.30%が18歳未満の未成年、18歳以上24歳以下が20.20%、25歳以上44歳以下が26.70%、45歳以上64歳以下が21.40%、及び65歳以上が10.30%にわたっている。中央値年齢は31歳である。女性100人ごとに対して男性は99.10人である。18歳以上の女性100人ごとに対して男性は97.80人である。
この郡の世帯ごとの平均的な収入は41,897米ドルであり、家族ごとの平均的な収入は56,319米ドルである。男性は42,018米ドルに対して女性は29,795米ドルの平均的な収入がある。この郡の一人当たりの収入 (per capita income) は21,868米ドルである。人口の14.60%及び家族の6.80%は貧困線以下である。全人口のうち18歳未満の10.60%及び65歳以上の4.90%は貧困線以下の生活を送っている。

## 都市

### 市
- コーバリス（郡庁所在地）
- フィロマス
- モンロー
- アデアビレッジ
- オールバニ  - 大部分はリン郡に属し、ノースオールバニとして知られる。

### 非法人化共同体
- アルダー Alder
- アルパイン Alpine
- アルシー Alsea
- ベルファウンテン Bellfountain
- ブロジェット Blodgett

- ドーソン Dawson
- フリン Flynn
- グレンブルック Glenbrook
- グリーンベリー Greenberry
- ハリス Harris

- ホスキンス Hoskins
- キングスヴァレー Kings Valley
- コップライン Kopplein
- ルイスバーグ Lewisburg
- ヌーン Noon

- ノースオールバニ North Albany
- ラッセル Russell
- サミット Summit
- レン Wren